# 吉藏
釋吉藏（549年—623年），俗姓安，原名貰，後改名吉藏，隋唐比丘、論師，為漢傳佛教三論宗的集大成者。吉藏具有安息帝國（今大伊朗地區）血統，當時人稱胡吉藏，曾在會稽的嘉祥寺長期宣講佛法，名盛一時，被尊稱為嘉祥大師、嘉祥吉藏，其與淨影慧遠、天台智者（智顗）分別屬於三論宗、地論宗、天台宗三個不同學統，並稱為隋代三大師。

## 生平
吉藏的家族來自安息帝國，因為躲避仇人而搬遷至南海，後來又搬到金陵。549年（梁武帝太清三年），吉藏在金陵出生。吉藏的父親是個虔誠佛教徒，後來出家為僧，法名道諒。年幼時，曾隨其父道諒，去會見真諦大師，真諦為他取名為吉藏。道諒也常帶吉藏去興皇寺，聽法朗大師講佛法。七歲時，吉藏跟著法朗出家、學法。
吉藏天資聰穎，悟解靈敏。十四歲開始學《百論》，十九歲時可以在眾人面前，覆述法朗講過的法語。二十一歲，吉藏受具足戒之後，名聲逐漸變高，深受南朝陳桂陽王的信奉。隋朝平定百越之後，吉藏往東遊行，在浙江會稽的秦望山嘉祥寺居住下來，於此說法十五年，並為《法華經》作章疏。597年（隋開皇十七年），致書於天台智顗大師，邀請他前來宣講《法華經》，但智顗大師因病無法前往，不久即病逝。599年（隋開皇十九年）京師長安設立日嚴寺，吉藏應晉王楊廣（即後來之隋煬帝）詔請，前往日嚴寺任住持。在日嚴寺期間，吉藏撰寫了《淨名玄論》，並整理《維摩經》的註疏，又完成《中論疏》、《百論疏》、《十二門論疏》等三論註疏，從而創造「三論宗」。
開皇末年，晉王楊廣在揚州設置了四個道場。606年（隋大業二年），吉藏奉命住持其中的慧日道場，獲得了豐渥的獎賞，並撰述《三論玄義》一書。609年（隋大業5年）又受齊王楊暕邀請，與「三國論師」僧粲進行辯論，往復四十餘次，最後獲勝，聲名因此更盛。
618年（唐武德元年），唐高祖成立中央僧官「十大德」，以管理眾多僧眾，吉藏受高祖親自召見，次年獲選為十大德之一，曾經居住過京師實際寺與定水寺。唐齊王李元吉欽佩吉藏的風範，請他當自己的老師，邀請他進入延興寺。623年（唐武德六年）五月臨命終時，作〈死不怖論〉而入寂，享壽75歲，葬於終南山至相寺的北巖。

## 師承
吉藏的業師興皇法朗是遼東僧朗大師的再傳弟子。因當時遼東屬於高麗，僧朗大師又被稱為「高麗朗」，對華嚴、三論有深入研究。南朝齊建武年間，僧朗大師到達江南，隱居於攝山（即棲霞山），梁武帝派了僧詮等十人，去向他學習三論，三論宗也隨之光大。僧詮大師後住攝山止觀寺，終身不下山，同樣致力於華嚴、三論的研究。興皇法朗，長干智辯，禪眾慧勇，棲霞慧布都是僧詮大師的得意門徒。興皇法朗大師弘法二十五年，使三論學說成為當時中國佛教思想界的主流之一。

## 學說
吉藏發揚大乘佛教中觀學派龍樹與提婆的三論（即《中論》、《十二門論》與《百論》）教義，成為中國佛教三論學的集大成者。
吉藏自許為「關中舊說」與「關河舊義」的承繼者。「關河」語出梁武帝〈注解大品序〉中「關河舊義」，「關河」指鳩摩羅什僧團所在的長安位於「關中」，臨渭河。「關河舊義」主要指關河的般若學，仍依鳩摩羅什所傳的「實相」為核心，其外為《大品》、《小品》、《大論》、《中論》及《十二門論》等經論，並進而以此「般若」通貫《法華》、《維摩》等經及涅槃、法身等佛教課題，不同宗派興起後各經自為一義學體系」。

## 弟子
根據《續高僧傳》紀載，吉藏的弟子有慧遠（597年–647年）、嘉祥寺智凱、定水寺智凱、碩法師、智命、慧灌等人。其中慧灌是高麗僧人，後來到日本弘傳三論學說，成為日本三論宗的初祖。

## 著述
吉藏的著述以經疏、論疏為主，《東域傳燈目錄》收錄40部，〈三論宗章疏〉收錄30部，目前經考證約有25部流傳，10餘部散佚。吉藏的著述記錄了佛教發展史實資料，是後人研究佛教史的重要參考文獻。
吉藏在《大乘玄論》中表現出淨土思想，他發展出五種佛土概念，分別為淨土、不淨土、淨不淨土、不淨淨土、雜土，其中只有第一種「淨土」才是完全清淨，而「淨土」內又有四種眾生品類，由劣至勝分別為凡聖同居土、大小同住土、獨菩薩所住土、諸佛獨居土。《大乘玄論》顯揚三論宗之「諸法性空」與「非有非空」之中道思想，為三論宗最簡明之綱要書，亦為了解龍樹中觀思想之入門書。

### 經疏
| 書名           | 卷數 | 注疏對象   | 收錄                      | 別名                 | 備註          |
| -------------- | ---- | ---------- | ------------------------- | -------------------- | ------------- |
| 法華義疏       | 12   | 法華經     | 大正藏第34冊 No. 1721     | 法華經義疏           |               |
| 法華遊意       | 1    | 法華經     | 大正藏第34冊 No. 1722     | 法華經遊意           |               |
| 法華統略       | 3    | 法華經     | 卍新纂續藏第27冊 No. 0582 |                      | 分本末為六卷  |
| 法華新撰疏     | 6    | 法華經     |                           |                      | 散佚          |
| 法華玄談       | 10   | 法華經     |                           |                      | 散佚          |
| 法華科文       | 2    | 法華經     |                           | 法華經科文           | 散佚          |
| 涅槃經義疏     | 20   | 大般涅槃經 |                           | 涅槃義疏             | 散佚          |
| 涅槃經遊意     | 1    | 大般涅槃經 | 大正藏第38冊 No. 1768     | 涅槃遊意             |               |
| 維摩經略疏     | 5    | 維摩詰經   | 卍新纂續藏第19冊 No. 0343 | 維摩略疏             |               |
| 維摩經廣疏     | 6    | 維摩詰經   | 大正藏第38冊 No. 1781     | 維摩廣疏、維摩經義疏 |               |
| 勝鬘經寶窟     | 3    | 勝鬘經     | 大正藏第37冊 No. 1744     | 勝鬘寶窟             |               |
| 金光明經疏     | 1    | 金光明經   | 大正藏第39冊 No. 1787     |                      |               |
| 金剛般若疏     | 4    | 金剛經     | 大正藏第33冊 No. 1699     |                      |               |
| 大品般若略疏   | 10   | 大品般若經 |                           |                      | 散佚          |
| 大品般若廣疏   | 10   | 大品般若經 | 卍新纂續藏第24冊 No. 0451 | 大品經義疏           | 卷第二散佚    |
| 大品經遊意     | 1    | 大品般若經 | 大正藏第33冊 No. 1696     | 大品般若遊意         |               |
| 盂蘭盆經疏     | 1    | 盂蘭盆經   |                           | 盂蘭經疏             | 散佚          |
| 彌勒經遊意     | 1    | 彌勒經     | 大正藏第38冊 No. 1771     |                      |               |
| 華嚴遊意       | 1    | 華嚴經     | 大正藏第35冊 No. 1731     | 華嚴經遊意           |               |
| 仁王略疏       | 1    | 仁王經     |                           |                      | 散佚          |
| 仁王般若經疏   | 2    | 仁王經     | 大正藏第33冊 No. 1707     | 仁王經疏             | 大正藏收錄3卷 |
| 無量壽經義疏   | 1    | 無量壽經   | 大正藏第37冊 No. 1746     |                      |               |
| 觀無量壽經義疏 | 1    | 觀無量壽經 | 大正藏第37冊 No. 1752     | 觀無量壽經疏         |               |
| 淨飯王經疏     | 1    | 淨飯王經   |                           |                      | 散佚          |
| 觀音經讚       | 1    |            |                           | 觀世音經讚           | 散佚          |
| 入楞伽義心     | 1    | 楞伽經     |                           |                      | 散佚          |

### 論疏
| 書名         | 卷數 | 注疏對象     | 收錄                      | 別名                       | 備註                         |
| ------------ | ---- | ------------ | ------------------------- | -------------------------- | ---------------------------- |
| 十二門論疏   | 2    | 十二門論     | 大正藏第42冊 No. 1825     |                            |                              |
| 十二門論略疏 | 1    | 十二門論     |                           |                            | 散佚                         |
| 中觀論疏     | 10   | 中論         | 大正藏第42冊 No. 1824     | 中論疏                     |                              |
| 中論玄       | 1    | 中論         |                           |                            | 散佚，或謂等同於《三論玄義》 |
| 中論遊意     | 1    | 中論         |                           | 中論玄義                   | 散佚                         |
| 中論略疏     | 1    | 中論         |                           |                            | 散佚                         |
| 百論疏       | 3    | 百論         | 大正藏第42冊 No. 1827     |                            |                              |
| 法華玄論     | 10   | 法華經       | 大正藏第34冊 No. 1720     | 法華經玄論                 |                              |
| 淨名玄論     | 6    | 維摩詰經     | 大正藏第38冊 No. 1780     |                            |                              |
| 大乘玄論     | 5    | 大乘佛法要義 | 大正藏第45冊 No. 1853     | 大乘玄、大乘玄章、大乘玄義 |                              |
| 二諦義       | 3    | 二諦要義     | 大正藏第45冊 No. 1854     | 二諦章                     |                              |
| 三論玄義     | 1    | 三論宗思想   | 大正藏第45冊 No. 1852     | 中論玄、中論玄義           |                              |
| 三論略章     | 1    | 三論宗思想   | 卍新纂續藏第54冊 No. 0876 | 大乘三論略章               | 疑為偽作                     |
| 三論序疏     | 1    | 三論宗思想   |                           |                            | 散佚                         |
| 八科章       | 1    | 大乘佛法要義 |                           |                            | 散佚                         |
| 龍樹提婆傳疏 | 1    | 龍樹提婆傳   |                           |                            | 散佚                         |

## 延伸閱讀
- 康震. . 中國佛教高僧全集. 高雄縣: 佛光文化. 2005  [2023-12-14]. ISBN 957-457-178-5. （原始内容存档于2023-12-14）.
- 王穆提 (编). . 菩薩藏佛教學會. 2019  [2023-12-14]. （原始内容存档于2023-12-14）.

[在维基数据编辑]
 《續高僧傳/卷11》
 在维基共享资源阅览影像